# Subway Jazz Orchestra

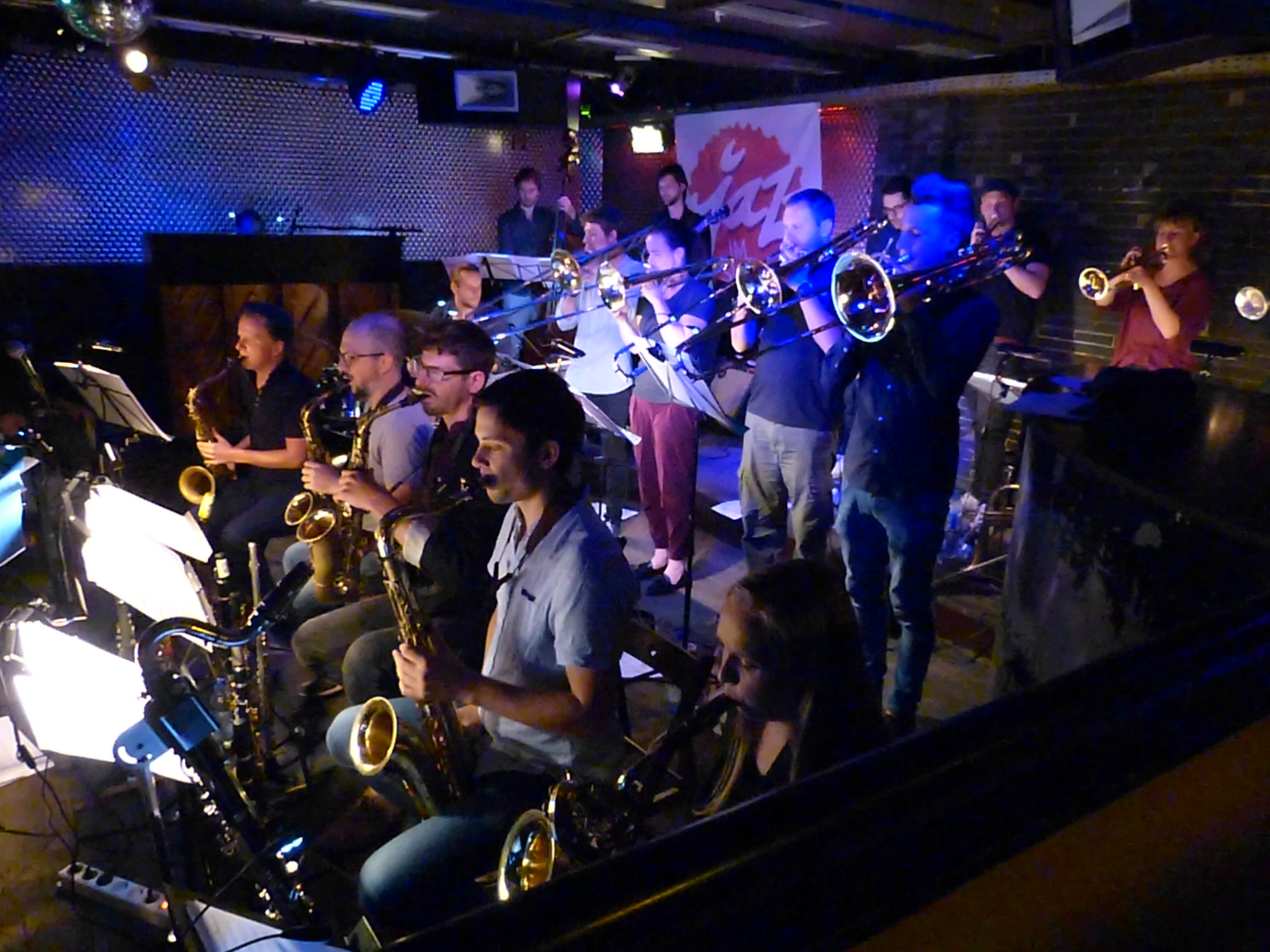
Subway Jazz Orchestra (2018)

Das Subway Jazz Orchestra ist eine seit 2013 existierende 18-köpfige Bigband aus Köln, die aus jüngeren Musikern besteht und jeden Monat ein vollständig neues Programm zur Aufführung bringt, wobei die Arrangements überwiegend von Mitgliedern der Band geschrieben werden.

## Hintergrund
Die von Janning Trumann, Jens Böckamp, Johannes Ludwig, Stefan Karl Schmid und Tobias Wember geleitete Bigband tritt immer am zweiten Mittwoch des Monats im Kölner Subway auf und führt jedes Mal ein anderes Programm auf. Für den Klangkörper komponieren und arrangieren einige Bandmitglieder, vor allem Jens Böckamp, Johannes Ludwig, Stefan Karl Schmid und Tobias Wember. Die Band ist bisher (2018) auf drei Alben zu hören. Das Orchester hat regelmäßig Gäste, u. a. Roger Hanschel, Malte Schiller, David Grottschreiber, Peter Fulda, Monika Roscher, Steffen Schorn, Christian Elsässer, Hayden Chisholm, Anna Webber, Maria Schneider oder auch Aydo Abay, die meist auch arrangieren oder komponieren. 
2016 stellte sich die Formation auch auf dem Moers Festival vor. Gemeinsam mit der Band Kasalla trat sie in der Kölner Philharmonie auf.

## Besetzung

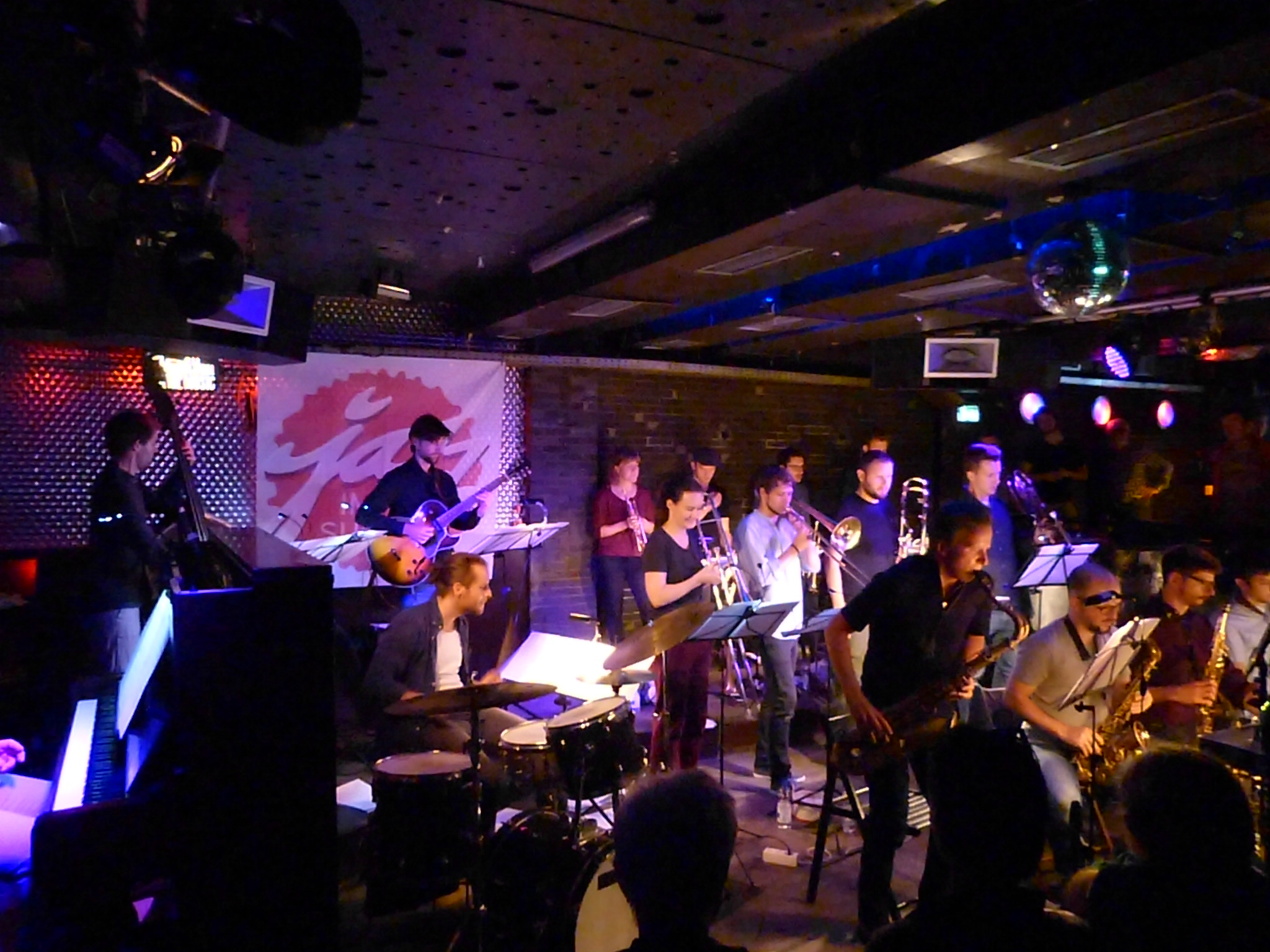
Subway Jazz Orchestra (2018 im Subway)

Im Sommer 2016 bestand die Formation aus den folgenden Musikern:
- Trompeten: Matthias Schwengler, Christian Mehler/Volker Degelmann, Bastian Stein/Maik Krahl, Lennart Schnitzler
- Posaunen: Janning Trumann/Raphael Klemm, Tobias Wember, Tim Hepburn, Jan Schreiner
- Holzblasinstrumente: Malte Dürrschnabel, Johannes Ludwig, Stefan Karl Schmid, Jens Böckamp, Heiko Bidmon
- Rhythmusgruppe: Philipp Brämswig, Sebastian Scobel, David Helm, Thomas Sauerborn

## Diskographische Hinweise
- Primal Screem (Float Music, 2015)[4]
- Tobias Wember/Subway Jazz Orchestra: State of Mind (Unit Records, 2016)
- Tobias Wember/Subway Jazz Orchestra: Richbeck Suite (Float Music, 2018)
- Still Screaming (Float Music, 2020)
- Stefan Karl Schmid/Subway Jazz Orchestra: You Are the Universe (Tangible Music, 2023)[5]